# Asaccus barani
Asaccus barani es una especie de reptiles escamosos pertenecientes a la familia Phyllodactylidae.

## Distribución geográfica
Es endémica del sudeste de Turquía.